# Edmund H. Hinshaw

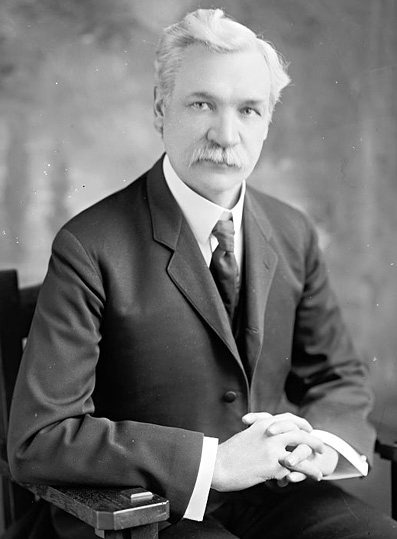
Edmund H. Hinshaw

Edmund Howard Hinshaw (* 8. Dezember 1860 in Greensboro, Henry County, Indiana; † 15. Juni 1932 in Los Angeles, Kalifornien) war ein US-amerikanischer Politiker. Zwischen 1903 und 1911 vertrat er den vierten Wahlbezirk des Bundesstaates Nebraska im US-Repräsentantenhaus.

## Werdegang
Edmund Hinshaw besuchte die öffentlichen Schulen seiner Heimat und danach bis 1885 das Butler College in Indianapolis. Im Jahr 1887 zog er nach Fairbury in Nebraska. Dort war er in den Jahren 1887 und 1888 als Superintendent Leiter der öffentlichen Schulen. Gleichzeitig studierte er Jura. Nach seiner 1888 erfolgten Zulassung als Rechtsanwalt begann er in Fairbury seinen neuen Beruf auszuüben.
Zwischen 1889 und 1890 war Edmund Hinshaw juristischer Vertreter der Stadt Fairbury und von 1895 bis 1899 war er Bezirksstaatsanwalt im Jefferson County. Politisch schloss er sich der Republikanischen Partei an. 1898 kandidierte er erfolglos für das US-Repräsentantenhaus, zwei Jahre darauf blieb eine Kandidatur für den US-Senat ebenso erfolglos. 1902 wurde Hinshaw dann im vierten Distrikt von Nebraska als Abgeordneter in den Kongress gewählt, wo er am 4. März 1903 William Ledyard Stark ablöste. Nachdem er bei den folgenden drei Kongresswahlen jeweils in seinem Mandat bestätigt wurde, konnte er bis zum 3. März 1911 insgesamt vier Legislaturperioden im Kongress in Washington absolvieren. Bei den Wahlen des Jahres 1910 kandidierte er nicht mehr.
Nach dem Ende seiner Zeit im Kongress arbeitete Hinshaw zunächst wieder als Rechtsanwalt in Fairbury. Im Jahr 1912 zog er nach Los Angeles, wo er ebenfalls als Anwalt praktizierte. Außerdem stieg er dort in das Kinogeschäft ein, indem er sich an einer Kinokette beteiligte. Er starb im Juni 1932 in seiner neuen Heimat und wurde in Glendale beigesetzt. Er war der Cousin von Edwin B. Brooks, der zwischen 1919 und 1922 den Staat Illinois im US-Repräsentantenhaus vertrat.